# 鳥取県道313号下見関金線
鳥取県道313号下見関金線（とっとりけんどう313ごう しもみせきがねせん）は、鳥取県東伯郡琴浦町から倉吉市に至る一般県道である。

## 概要
東伯郡琴浦町大字三本杉から倉吉市関金町大鳥居に至る。

### 路線データ
- 起点：鳥取県東伯郡琴浦町大字三本杉（鳥取県道34号倉吉赤碕中山線交点）
- 終点：鳥取県倉吉市関金町大鳥居（鳥取県道45号倉吉江府溝口線交点）

## 路線状況

### 重複区間
- 鳥取県道297号上大立大栄線（倉吉市上大立）
- 鳥取県道288号上大立横田線（倉吉市大河内 - 倉吉市森）

### 道路施設

#### トンネル
- 高城（たかしろ）隧道：延長229 m、1970年（昭和45年）竣工、倉吉市

## 地理

### 通過する自治体
- 鳥取県
  - 東伯郡琴浦町 - 東伯郡北栄町 - 東伯郡琴浦町 - 倉吉市

### 交差する道路
| 交差する道路                                           | 市町村名 | 市町村名 | 交差する場所 | 交差する場所 |
| ------------------------------------------------------ | -------- | -------- | ------------ | ------------ |
| 鳥取県道34号倉吉赤碕中山線 鳥取県道44号東伯野添線 重複 | 東伯郡   | 琴浦町   | 大字三本杉   | 起点         |
| 鳥取県道34号倉吉赤碕中山線                             | 倉吉市   | 倉吉市   | 河来見       |              |
| 鳥取県道297号上大立大栄線 重複区間起点                 | 倉吉市   | 倉吉市   | 上大立       |              |
| 鳥取県道297号上大立大栄線 重複区間終点                 | 倉吉市   | 倉吉市   | 上大立       |              |
| 鳥取県道288号上大立横田線 重複区間起点                 | 倉吉市   | 倉吉市   | 大河内       |              |
| 鳥取県道288号上大立横田線 重複区間終点                 | 倉吉市   | 倉吉市   | 森           |              |
| 鳥取県道45号倉吉江府溝口線 / バイパス                  | 倉吉市   | 倉吉市   | 関金町大鳥居 |              |
| 鳥取県道45号倉吉江府溝口線 / 現道                      | 倉吉市   | 倉吉市   | 関金町大鳥居 | 終点         |

### 沿線
- 倉吉市立鴨川中学校（終点付近）